# Procatedral de San Juan (Perth)
La Procatedral de San Juan (en inglés: St John's Pro-Cathedral) está situada en la avenida 18 Victoria en Perth una localidad de Australia. Es el edificio de la iglesia católica más antiguo en el oeste de ese país. Pertenece a la arquidiócesis de Perth.
La catedral está construida de ladrillo que ha sido cubierto con cemento portland y pintado de blanco. El techo a dos aguas está cubierto con tejas. Las fachadas norte y sur son interrumpidas por ventanas de arco. Los contrafuertes han sido colocados a intervalos regulares a lo largo de estas fachadas. El pórtico, que se retiró en 1881, ha sido reconstruido en el extremo occidental del edificio. El hastial occidental está marcado por cuatro ventanas de arco, un par por encima del pórtico y una única ventana en los lados del pórtico. Una extensión cobertizo está situada en el extremo oriental de la fachada sur. La entrada a esta sección es a través de una puerta de arco en la fachada norte.
En 1881, la Procatedral de San Juan fue renovada y utilizada por las Hermanas de la Misericordia, con el nombre de la capilla de San Juan, como la capilla del colegio en el complejo Mercedes College. En 1965, el edificio fue 'modernizado' y utilizado como un salón de clases para los estudiantes del convento y para los estudiantes extranjeron que estudian Inglés.
Entre 1979 y 1980, se ha trabajado para restaurar el edificio y para eliminar las ampliaciones y reformas que eran indiferentes al diseño original, y los edificios se ha adaptado para su uso como museo por la Iglesia Católica. 